# Echinanthera cyanopleura
Espèce
Synonymes
- Aporophis cyanopleurus Cope, 1885

Echinanthera cyanopleura  est une espèce de serpents de la famille des Dipsadidae.

## Répartition
Cette espèce se rencontre dans la province de Misiones en Argentine et dans les États d'Espírito Santo, du Minas Gerais, de Rio de Janeiro, de São Paulo, du Paraná, de Santa Catarina et de Rio Grande do Sul au Brésil.

## Publication originale
- Cope, 1885 "1884" : Twelfth contribution to the herpetology of tropical America. Proceedings of the American Philosophy Society, vol. 22, p. 167-194 (texte intégral).